# Liste des évêques de Tortosa

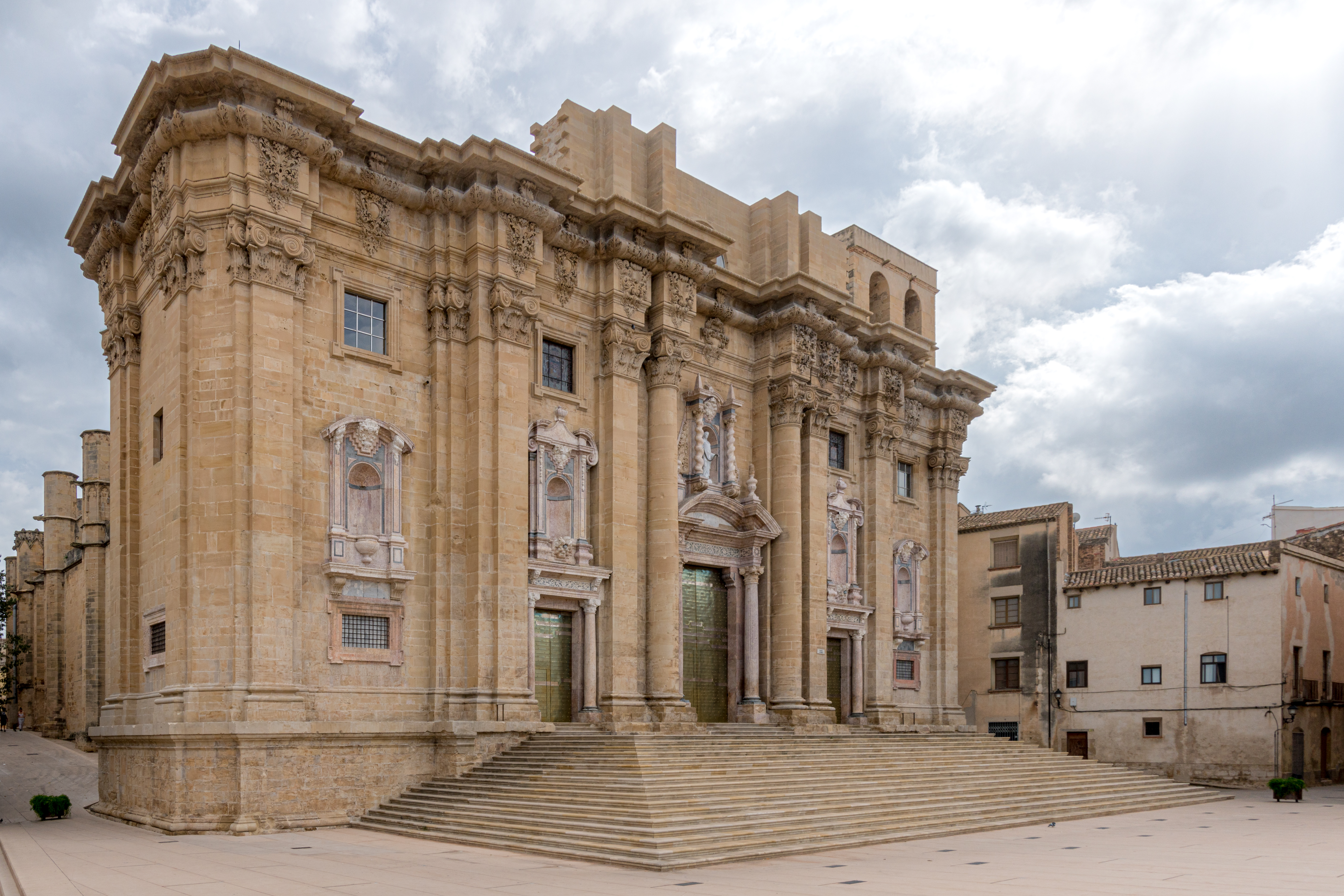
La cathédrale de Tortosa, façade ouest.

L'évêque de Tortosa est l'ordinaire de l'Église catholique dans le diocèse de Tortosa en Espagne. L'évêque de Tortosa est un évêque suffragant de l'archevêque de Tarragone.

## Liste des évêques deTortosa
- San Rufo 64 - 90 ?
- Macià s. II
- Quart c. 156
- Eustorqui s.III
- Exuperanci ? - 369
- Heròdot s. IV
- Liriós 364 - 399
- Heros c. 400
- Ervici s. VI
- Ursus 516 - 525
- Assellus 525 - 546
- Maurili 546 - 580
- Julià 580 - 589
- Froïscle 589 - 599
- Rufí 614 - 633
- Joan 633 - 638
- Afrilla 653 - 683
- Cecili 683 - 688/90
- Inviolat 693 - 715

Invasion musulmane
- Patern 1058 21. Berenguer s. XI
- Jofre (1151-1165)
- Ponç de Monells (c.1120-27 juillet 1193), évêque de  (1165-1193), abbé canonique du monastère de Sant Joan de les Abadesses en 1140
- Gombau de Santa Oliva (1194-1212)
- Ponç de Torrella (1212-1254)
- Bernat d'Olivella (1254-1272)
- Arnau de Jardí (1272-1306)
- Dalmau de Montoliu 1306
- Pere de Batet (1307-1310)
- Francesc de Paulhac (1310-1316)
- Berenguer de Prat (1316-1341)
- Guillem de Sentmenat 1341
- Arnau de Lordat (1341-1346)
- Bernat d'Oliver (1346-1348)
- Jaume Sitjó i Carbonell (1348-1351)
- Esteve Malet (1351-1356)
- Joan Fabra (1357-1362)
- Jaume de Prades i de Foix (1362-1369)
- Guillem de Torrelles (1369-1379)
- Hug de Llupià-Bages (1387-1398)
- Pero de Luna y de Albornoz (administrateur) 1399-1403
- Lluís de Prades i d'Arenós 1404
- Francesc Climent (dit Sa Pera) (1407-1410)
- Pero de Luna (administrateur) (1410-1414)
- Otón de Moncada i de Luna (1415-1473)
- Alfons d'Aragó (1475-1513)
- Fra Lluís Mercader (1514-1516)
- Adrian Floriszoon (Pape Adrien VI) (1516-1522)
- Willem van Enckenvoirt (1523-1534)
- Fra Antoni de Calcena (1537-1539)
- Jeroni de Requesens (1542-1548)
- Ferran de Lloaces (1553-1560)
- Fra Martín de Córdoba y Mendoza (1560-1574)
- Fra Joan Izquierdo (1574-1585)
- Joan Terès i Borrull (1586-1587)
- Joan Baptista Cardona (1587-1589)
- Gaspar Punter i Barreda (1590-1600)
- Fra Pedro Manrique (1601-1611)
- Fra Isidor Aliaga (1611-1612)
- Alfonso Márquez de Prado (1612-1616)
- Lluís de Tena (1616-1622)
- Agustín Spínola (1623-1626)
- Justino Antolínez de Burgos y de Saavedra (1628-1637)
- Giovanni Battista Veschi (1641-1655)
- Gregorio Parcero (1656-1663)
- Fra Josep Fageda (1664-1685)
- Fra Sever Tomàs i Auter (1685-1700)
- Silvestre Garcia Escalona (1702-1714)
- Juan Miguélez de Mendaña (1715-1717)
- Bartolomé Camacho y Madueño (1720-1757)
- Francesc Borrull (1757-1758)
- Luís García Mañero (1760-1765)
- Bernardo Velarde y Velarde (1765-1779)
- Pedro Cortés y Larraz (1780-1786)
- Victoriano López Gonzalo (1787-1790)
- Antonio José Salinas Moreno (1790-1812)
- Manuel Ros de Medrano (1815-1821)
- Víctor-Damián Sáez y Sánchez Mayor (1824-1839)
- Damián Gordo y Sáez (1848-1854)
- Gil Esteve i Tomàs 1858
- Miquel Pratmans i Llambés (1860-1861)
- Benet Vilamitjana i Vila (1862-1879)
- Francisco Aznar y Pueyo (1879-1893)
- Pedro Rocamora y García (1894-1925)
- Félix Bilbao y Ugarriza (1926-1943)
- Manuel Moll i Salord (1943-1968)
- Ricardo María Carles Gordó (1969-1990)
- Lluís Martínez i Sistach (1991-1997)
- Xavier Salinas i Vinyals (1997-2012)
- Enrique Benavent Vidal (2013-2022)
- Sergi Gordo Rodríguez (es) (2023-...)